# Abo von Tiflis

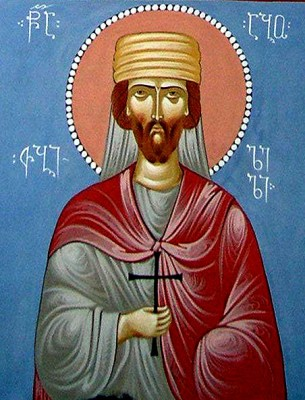
Eine georgische Ikone von Abo

Der heilige Abo von Tiflis (auch Abo oder Habo Tbileli; georgisch აბო თბილელი, ჰაბო ტფილელი; * etwa 756; † 6. Januar 786) war ein christlicher Märtyrer und ist Schutzpatron der georgischen Hauptstadt Tiflis.

## Leben
Er wuchs als Muslim in Bagdad auf, wo er später als Parfümhersteller arbeitete.
Im Alter von 17 oder 19 Jahren kam er mit dem georgischen Prinzen Nerses, dem Herrscher von Kartlien, ins islamisch regierte aber christlich geprägte Tiflis. Nerses war zuvor vom Kalifen von Bagdad drei Jahre eingesperrt worden und vom neuen Kalifen aus der Gefangenschaft entlassen worden.
In Georgien konvertierte Abo zum Christentum, musste sich jedoch außerhalb des muslimischen Einflussbereiches taufen lassen. Danach kehrte er nach Tiflis zurück und lebte drei Jahre dort, bis er von den muslimischen Herrschern aufgefordert wurde, zum Islam zurückzukehren. Wegen seiner Weigerung wurde er zum Tod verurteilt. Ioane Sabanisdse, ein georgischer religiöser Schriftsteller und ein Zeitgenosse des heiligen Abo, schrieb den hagiographischen Roman Das Martyrium des Heiligen Abo.